# Andreas Rohracher
Andreas Rohracher (Lienz, 31 maggio 1892 – Altötting, 6 agosto 1976) è stato un arcivescovo cattolico austriaco.

## Biografia
Andreas Rohracher proveniva da una stimata famiglia di Lienz, in Tirolo, ove già alcuni membri della sua famiglia avevano ricoperto importanti cariche amministrative come quella di sindaco.
Rohracher venne avviato alla scuola di Lienz ed entrò quindi nel seminario di Klagenfurt. Dopo la sua ordinazione nel 1915, fu cappellano a Spittal an der Drau. Nel 1918 venne nominato segretario diocesano dal vescovo Adam Hefter. Nel frattempo studiò teologia a Innsbruck e diritto canonico a Roma e diritto civile all'Università di Vienna. Su raccomandazione del vescovo, nel 1933 venne nominato vescovo ausiliare di Gurk e vescovo titolare di Isba.
Hefter diede le proprie dimissioni da vescovo nel 1939 e il capitolo della cattedrale prescelse Rohracher come capo vicario di Gurk in situazione d'emergenza dopo l'Anschluss. Rohracher ottenne dal papa tutti i poteri vescovili. All'inizio delle persecuzioni degli ebrei in Carinzia, Rohracher inviò una lettera di protesta a Adolf Hitler, anche se questa rimase senza risposta.
Il 3 febbraio 1943 Rohracher venne nominato arcivescovo di Salisburgo dal capitolo della cattedrale e dal 1º maggio di quell'anno ottenne anche la conferma pontificia. Il 10 ottobre venne ufficialmente posto sulla cattedra salisburghese. Rimase inoltre come vicario capitolare a Gurk sino al 1945, quando venne nominato al suo posto Joseph Köstner. Rohracher si dedicò anche alla ricostruzione della cattedrale dopo i gravi danni subiti durante un bombardamento che colpì la cupola, e promosse l'Università di Salisburgo come centro spirituale ed intellettuale. Negli anni del dopoguerra Rohracher pose molto impegno ad alleviare le sofferenze dei profughi presenti a Salisburgo, mostrando un elevato livello di impegno personale.
Rohracher promosse seppur con difficoltà il movimento di Azione Cattolica e quello della Caritas.
Nel 1951 rinunciò ufficialmente ad ogni pretesa al titolo ormai formale di "principe-arcivescovo" di Salisburgo e dal 1º gennaio 1952 stabilì l'erezione di un decanato dell'arcidiocesi.
Nel 1959, in riconoscimento dei servizi prestati, gli venne concessa la cittadinanza onoraria di Salisburgo.
Il 30 giugno 1969 si dimise e fu eletto arcivescovo titolare di Vibo Valentia. Trascorse gli ultimi anni della sua vita nel convento dei Cappuccini di Altötting fino alla sua morte, avvenuta il 6 agosto 1976.

## Genealogia episcopale e successione apostolica
La genealogia episcopale è:
- Cardinale Scipione Rebiba
- Cardinale Giulio Antonio Santori
- Cardinale Girolamo Bernerio, O.P.
- Arcivescovo Galeazzo Sanvitale
- Cardinale Ludovico Ludovisi
- Cardinale Luigi Caetani
- Cardinale Ulderico Carpegna
- Cardinale Paluzzo Paluzzi Altieri degli Albertoni
- Papa Benedetto XIII
- Papa Benedetto XIV
- Papa Clemente XIII
- Cardinale Giovanni Battista Caprara Montecuccoli
- Vescovo Dionys von Rost
- Vescovo Karl Franz von Lodron
- Vescovo Bernhard Galura
- Vescovo Giovanni Nepomuceno de Tschiderer
- Cardinale Friedrich Johann Joseph Cölestin von Schwarzenberg
- Cardinale Maximilian Joseph von Tarnóczy
- Cardinale Johann Evangelist Haller
- Cardinale Johannes Baptist Katschthaler
- Arcivescovo Balthasar Kaltner
- Arcivescovo Adam Hefter
- Arcivescovo Andreas Rohracher

La successione apostolica è:
- Vescovo Josef Köstner (1945)
- Vescovo Leo Pietsch (1948)
- Arcivescovo Eduard Macheiner (1963)
- Vescovo Johann Weber (1969)
- Arcivescovo Karl Berg (1973)